# Jiří Sadovský ze Sloupna
Jiří Sadovský ze Sloupna († asi 1641) byl šlechtic z českého rytířského rodu, stoupenec jednoty bratrské a exulant.

## Život
Narodil se jako syn Václava Sadovského ze Sloupna na Sadové a Žíželevsi a Barbory Štosové z Kounic. V roce 1596 spolu s Václavem Mikulášem Pecingarem z Bydžína studoval v Lipsku. Měl intelektuální zájmy (Simeon Partlicius ze Špicberku mu dedikoval jeden ze svých spisů) a dochovalo se několik svazků z jeho osobní knihovny. Byl politicky činný a patřil do okruhu bližších přátel Karla staršího ze Žerotína. Zastával úřad hejtmana Hradeckého kraje. Za účast v českém stavovském povstání byly po bitvě na Bílé hoře dvě třetiny jeho majetku zkonfiskovány. V roce 1624 se mu však podařilo od Albrechta z Valdštejna koupit jako léno statek Bílou Třemešnou, Velehrádek a Červené Poličany (ves zaniklá v průběhu třicetileté války). Kolem roku 1626 pobýval v Brandýse nad Orlicí, kde se seznámil se skupinou bratrských kněží, kteří našli azyl na panství Karla staršího ze Žerotína, včetně Jana Amose Komenského. Jiří Sadovský jim posléze sám nabídl útočiště na svém zámku v Bílé Třemešné. Odsud počátkem roku 1628 odešel s J. A. Komenským do polského Lešna.
Byl třikrát ženatý. Jeho první manželkou byla Eva z Lokšan († 1617), druhou Ester Vchynská z Vchynic a Tetova (1626–1629, dcera Jana staršího Vchynského z Vchynic; manželství bylo bezdětné), třetí Markéta Budovcová z Hodějova, vdova po Adamu Budovcovi z Budova (synovi Václava Budovce z Budova). Jsou doloženi tři Jiřího synové: Václav Ferdinand, který se stal generálem švédského vojska a po své válečnické kariéře se usadil v blízkosti Lešna, Jan Jiří, který v 50. letech 17. století žil v Londýně, a Petr Bohuslav. Poslední dva synové zvažovali ještě po polovině 17. století účast na vojenské akci, která by přinesla zvrat nábožensko-politických poměrů v zemích české koruny.